# NGC 6397
Az NGC 6397 (más néven Caldwell 86) egy gömbhalmaz az Ara (Oltár) csillagképben. A Naphoz a második legközelebbi gömbhalmaz, körülbelül 400 000 csillagból áll.

## Felfedezése
Az gömbhalmazt Nicolas-Louis de Lacaille fedezte fel 1751-ben.

## Tudományos adatok

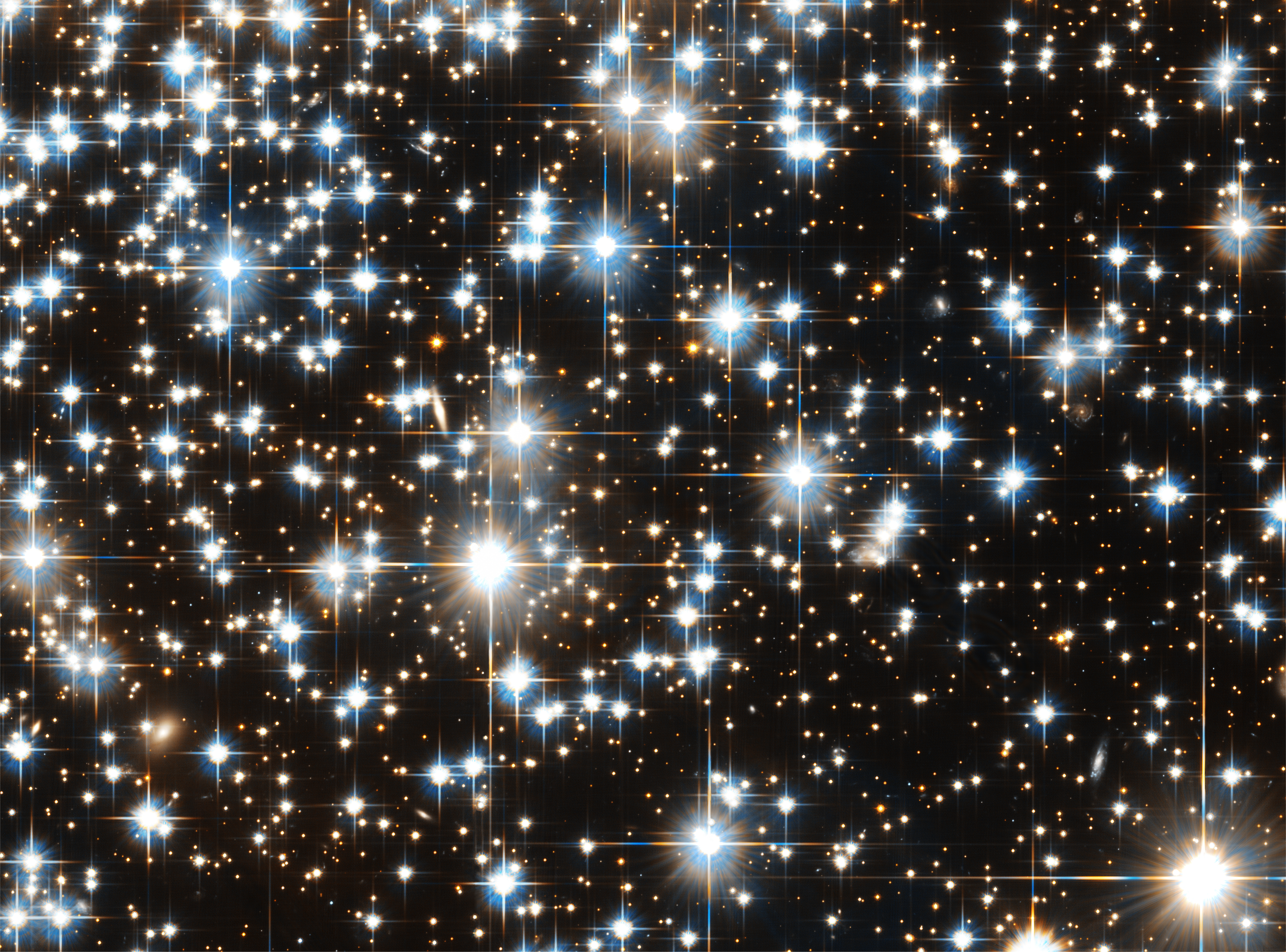

A Harvey Richer kanadai kutatócsoport 5 napig gyűjtötte a fényt a HST ACS műszerével az NGC 6397-ből. Így akár a 30 magnitúdós csillagok is feltárják titkaikat szemünk előtt. A képeken két csoportba tartozó csillagok különíthetőek el: a vörösebb színűek a barna törpék (kb. 80 jupitertömeg), a kékebb égitestek a fehér törpék (1-7-szeres Naptömeg).

### Kor
Köztudott, hogy a csillagászok a gömbhalmazokat a világegyetem legöregebb objektumaiként tartják számon. Három korba soroljuk őket: lehet a halmaz fiatal, közép- és idős korú. A gömbhalmazok centrumában a csillagsűrűség a több milliószorosa Naprendszer környezetében tapasztalhatónak. Ezért a csillagok olyan közel kerülnek egymáshoz, hogy nagyon gyakoriak a kettőscsillagok, melyek komponensei között egy akkréciós korongon keresztül tömegátadás is zajlik, ez pedig a korongbeli anyag bizonyos részeinek jelentős felmelegedése miatt erős röntgensugárzás kibocsátásával jár. Mivel a kettőscsillagok a halmaz korának középső szakaszában alakulnak, a halmaz röntgensugárzás kibocsátásának mértéke jól jellemezheti a gömbhalmaz fejlődési fázisát. A Chandra űrtávcső ebből a szempontból vizsgálta többek között az NGC 6397 és az NGC 6121-et. A mérésekből kiderült, hogy az NGC 6397 centrumában több a röntgenforrás, ami azt sugallja, hogy fejlődési állapota szerint középkorú, míg az NGC 6121 még fiatalkorban van. A további vizsgálatok kimutatták, hogy a legtöbb gömbhalmaz fejlődésének inkább elején, mint középső szakaszában van, így cáfolva meg azt az elméletet, hogy a legöregebb objektumok az univerzumban (bár koruk még így is 10 milliárd év felett van). A 13 vizsgált gömbhalmaz közül tíz az első fázisban van, s mindössze három középkorú.